# يسري عبد الغني عبد الله
يسري عبد الغني عبد الله (1952 - ) هو كاتب وباحث ومؤرخ مصري، من مواليد القاهرة، ومحاضر في تاريخ الأدب والبلاغة في جامعة الأزهر، وخبير في التراث الثقافي.

## دراسته وعمله
حاصل على إجازة جامعية في اللغة العربية والدراسات الإسلامية في كلية دار العلوم بجامعة القاهرة عام 1975، وحاصل على أربع شهادات دبلوم عالي في الأدب والتاريخ والفلسفة من جامعة الأزهر والقاهرة، وعين شمس بين عامي 1976 - 2000، حاصل على الماجستير في الأدب المقارن من جامعة جنوب الوادي عام 2000، وعلى الدكتوراه من معهد الدراسات الاستشراقية والمقارنة التابع لجامعة وارسو عام 2003. عمل مدرساً لمادة اللغة العربية وآدابها لمدة سبع سنوات في عدد من المعاهد الأزهرية، وشغل عدد من المناصب في مجلات ثقافية، وفي الهيئة المصرية للكتاب.

## مؤلفاته
ألف أكثر من 55 كتاباً في عدد من المجالات، منها في الفكر والثقافة والأدب والتاريخ والنقد، وحقق العديد من الكتب في التراث العربي والإسلامي، ومن مؤلفاته:
1. أساس سلطان الحاكم في الدولة الإسلامية
2. إتحاف النبلاء بأخبار وأشعار الكرماء والبخلاء
3. الرسالة الألواحية: في العلاج بالأعشاب والنباتات الطبية
4. المدنية العربية الإسلامية : نظرات في الأصول و التطور
5. أن هذان لساحران
6. تطهير العيبة من دنس الغيبة
7. ديوان الخرنق بنت بدر بن هفان أخت طرفة بن العبد
8. ديوان بديع الزمان الهمذاني
9. كتاب الجمل في النحو
10. كتاب الدارات
11. كتاب العقل وفضله: ويليه كتاب ذم الملاهي
12. كفاية التعبد و تحفة التزهد
13. مؤرخون مصريون من عصر الموسوعات
14. مبلغ الأرب في فخر العرب
15. مداخلات في تاريخ الحضارة المصرية القديمة : [الإنسان و النهر]
16. معجم الأفعال المبنية للمجهول، المعروف ب، إتحاف الفاضل بالفعل المبني لغير الفاعل
17. معجم المعاجم العربية
18. معجم المؤرخين المسلمين حتى القرن الثاني عشر الهجري
19. هوامش حول قضية اختفاء مهدى المهداوى: مجموعة قصصية
20. الإمام الشيخ محمد عبده : مقالات في فكره وإطلاله على رحلة نفيه إلى بيروت